# Habladoras Pez
Las habladoras pez son guerreras en la saga ficticia de Dune, escrita por Frank Herbert.
Las habladoras pez son las guerreras de Leto II. El Tirano (Leto II) veía más eficientes a las mujeres como guerreras, ya que al no tener un enemigo al que combatir, los ejércitos masculinos tendían a pelear entre sí. Las mujeres, en cambio, son signo de fertilidad y vida. 
El ejército de Habladoras pez está compuesto mayormente por mujeres. Los hombres solo cumplen el rol de consejeros o Comandantes, como en el caso del Ghola Duncan Idaho.
Todas las habladoras pez están entrenadas en combate, como también son decidoras de verdad. Su papel guerrero se supone porque solo intervienen en una batalla de la que nos enteramos después por referencias de un testigo ixiano que ha sido capturado y está impresionado por su ferocidad en la lucha.
El nombre "Habladoras pez" proviene de una vieja leyenda en la cual se decía que las mujeres hablaban con los peces en sueños. 
En Herejes de Dune, que transcurre varios siglos después, las habladoras pez son tanto hombres como mujeres y mantienen una pequeña delegación en Dune, dedicándose tanto al comercio como al espionaje. Siguen reverenciando a Leto II pero tienen un papel muy pequeño y se deja claro que han venido muy a menos.
- Datos: Q902161